# روستای علوه
روستای علوه (به معنای بلندی) با نام قدیم روستای زایر حسین یکی از روستاهای حاشیه اهواز است. این روستا در 14 کیلومتری اهواز و شرق رودخانه کارون واقع است. این روستا جزئی از دهستان موران و به مرکزیت کوت عبدالله  است. وجه تسمیه نام این روستا به دلیل قرار گرفتن آن در نقطه‌ای مرتفع‌تر نسبت به زمین‌های همجوار خود است. در سال 47 سیل بزرگی آمد و تمام روستاهای اطراف کارون را زیر آب برد. اما این روستا چون نسبت به سطح آب کارون ارتفاع بیشتری داشت زیر آب نرفت. از اون زمان به روستای علوه یعنی «بلندی» معروف شد.